# Bistrenci
Bistrenci (makedonsky: Бистренци) je vesnice v Severní Makedonii. Nachází se v opštině Demir Kapija ve Vardarském regionu.

## Geografie
Vesnice Bistrenci se nachází v severozápadní části opštiny Demir Kapija, na levém břehu řeky Vardar. Obec je rovinatá a leží v nadmořské výšce 125 metrů. Od města Negotino je vzdálená 19 km a od města Demir Kapija 7 km. Vesnicí prochází silnice R2137, která tato dvě města spojuje. Vesnice také leží na území Demirkapijské soutěsky.
Katastr vesnice činí 23,9 km2. Dominují zde pastviny o rozloze 928,9 ha, dále orná půda o rozloze 928,9 ha a nakonec lesy o rozloze 339,7 ha.

## Historie
Až do konce 19. století byla v Bistrenci křesťanská čtvrť, která se nacházela na horních terasách vesnice. Stál zde kostel a křesťanský hřbitov. Během nadvlády Osmanské říše se zde začali usazovat Turci a postupně byla vesnice osídlena pouze jimi.
Podle záznamů Vasila Kančova z roku 1900 zde žilo 672 obyvatel, z toho 570 bylo makedonské národnosti a vyznávalo islám, dále se 80 makedonských obyvatel hlásilo ke křesťanství a 22 k romské národnosti.
Po první světové válce se do vesnice přistěhovali Slovinci z přímořské oblasti. Žilo zde 35 rodin a v roce 1935 postavili ve vesnici vlastní katolický kostel. Zanechali zde značnou kulturní stopu.

## Demografie
Podle sčítání lidu z roku 2021 zde žije 339 obyvatel. Etnické skupiny jsou:
- Makedonci – 271
- Turci – 46
- Srbové – 5
- Albánci – 3
- ostatní – 14

| Rok          | 1900 | 1948 | 1953 | 1961 | 1971 | 1981 | 1991 | 1994 | 2002 | 2021 |
| ------------ | ---- | ---- | ---- | ---- | ---- | ---- | ---- | ---- | ---- | ---- |
| Obyvatelstvo | 672  | 535  | 630  | 467  | 394  | 386  | 330  | 347  | 364  | 339  |